# Nada Cristofoli
Nada Cristofoli (ur. 6 stycznia 1971 w Spilimbergo) – włoska kolarka torowa i szosowa, srebrna  medalistka mistrzostw świata w kolarstwie torowym.

## Kariera
Największym sukcesem w karierze Nady Cristofoli jest wywalczenie srebrnego medalu w wyścigu punktowym podczas mistrzostw świata w Bogocie w 1995 roku. W wyścigu tym uległa jedynie Rosjance Swietłanie Samochwałowej, a bezpośrednio wyprzedziła Nathalie Even-Lancien z Francji. Na rozgrywanych rok później igrzyskach olimpijskich w Atlancie w tej samej konkurencji Włoszka zajęła dziesiątą pozycję.